# Peter de Montfort
Peter de Montfort, oder auch Piers de Montfort genannt, (* um 1205; † 4. August 1265 bei Evesham) war ein englischer Magnat. Er war ein Freund und enger Gefolgsmann von Simon de Montfort, 6. Earl of Leicester, dessen Aufstieg er durch seine bedeutende Stellung förderte. Peter de Montfort machte dennoch eine eigenständige Karriere im Dienst der Krone und erwarb sich Anerkennung als Soldat, Diplomat und Ratgeber. Als Prolocutor des Parlaments von 1258 gilt er als der erste Speaker eines englischen Parlaments. Während des Zweiten Kriegs der Barone war er schließlich bis zum Schluss einer der engsten Gefolgsleute von Earl Simon.

## Herkunft und Jugend
Peter de Montfort war ein Sohn von Thurstin de Montfort († 1216) und von dessen Frau, einer Tochter von William I de Cantilupe. Trotz des gleichen Familiennamens war er nicht mit Simon de Montfort verwandt. Sein Urgroßvater Thurstin de Montfort war 1166 mit zehn Knight’s fee der zweitgrößte Vasall von William de Beaumont, 3. Earl of Warwick gewesen. Damit war Montfort kein Baron im eigentlichen Sinne, da er nur kleine Lehen als Kronvasall hielt. Sein Hauptsitz war Beaudesert Castle bei Henley-in-Arden in Warwickshire, daneben besaß er auch Preston in Rutland. Wegen seiner umfangreichen Besitzungen galt Montfort deshalb trotzdem als bedeutender Magnat.
Nach dem Tod seines Vaters 1216 wurde der minderjährige Peter ein Mündel seines Großvaters William de Cantilupe, dessen Hauptsitz Aston Cantlow nur etwa sechs Kilometer von Beaudesert entfernt lag. Mit seinem Onkel Walter de Cantilupe, der 1238 Bischof von Worcester und später ein bedeutender Unterstützer der Rebellen wurde, verband Montfort eine lebenslange Freundschaft.

## Gefolgsmann von Simon de Montfort
Als Simon de Montfort, 6. Earl of Leicester 1244 Herr von Kenilworth Castle wurde, das nur wenige Kilometer von Beaudesert und Aston Cantlow liegt, kamen wohl sowohl Peter de Montfort wie auch Walter de Cantilupe in Kontakt mit dem Earl of Leicester. 1248 gehörte Peter de Montfort zum Gefolge von Earl Simon, als dieser als Seneschall in die Gascogne zog. Von nun bestand zwischen Earl Simon und Peter de Montfort eine enge Bindung. Als Earl Simon sich 1252 vor einer Ratsversammlung für seine Tätigkeit in der Gascogne verantworten sollte, gehörte Peter zu den wenigen, die ihn verteidigten. Schließlich wurde Simon entlastet, und Peter gehörte weiter zu seinen engsten Gefolgsleuten. Er bestätigte zahlreiche Urkunden für Earl Simon, der ihn 1259 zu einem seiner Testamentsvollstrecker ernannte und ihn mit dem Gut von Ilmington in Warwickshire belohnte. Peter de Montfort verfügte dazu über zahlreiche Kontakte zu den Rittern der Midlands, aus denen Earl Simon ein großes Gefolge rekrutierte. Obwohl Simon und Peter weiter eng befreundet blieben, entwickelten sich ihre Karrieren ab 1254 unterschiedlich. Peter de Montfort wurde von Heinrich III. mit diplomatischen Missionen beauftragt, dazu erhielt er ein wichtiges Kommando in den Welsh Marches und gehörte vor 1257 dem Kronrat an. 1254 hatte er den Thronfolger Lord Eduard nach Spanien begleitet, wo dieser seine Braut Eleonore von Kastilien heiratete. 

## Mitbegründer der Adelsopposition
Trotz seines engen Verhältnisses zum Thronfolger Eduard gehörte Peter de Montfort im April 1258 zusammen mit Earl Simon zu den sieben Begründern der Adelsopposition gegen den König. Der Grund hierfür war möglicherweise der große Einfluss der sogenannten Lusignans, der aus Frankreich stammenden Halbbrüder des Königs, von denen Peter de Montfort sich in seiner Stellung bedroht wurde. Die Adelsopposition zwang den König, der Einsetzung eines Ausschusses zuzustimmen, der ein Reformprogramm für die Herrschaft des Königs erarbeiten sollte. Wie Earl Simon wurde Peter de Montfort von den Baronen zu einem ihrer zwölf Vertreter gewählt, die die Provisions of Oxford erarbeiteten. Dieses Reformprogramm wurde im Juni 1258 vom sogenannten Mad Parliament in Oxford beschlossen, in dem Peter de Montfort als Prolocutor den Vorsitz hatte. Damit ist er der erste überlieferte Speaker eines englischen Parlaments. Ebenso wie Earl Simon wurde Peter de Montfort als Mitglied des 15-köpfigen Staatsrats gewählt, der fortan im Namen des Königs England regieren sollte. 

## Rolle im Krieg der Barone
Als die Arbeit des Staatsrats scheiterte und der König 1261 die Herrschaft zurückgewann, akzeptierte Peter de Montfort diese Entwicklung. Für den minderjährigen George de Cantilupe wurde er zum Verwalter des walisischen Abergavenny Castle ernannt, das er im Februar 1263 erfolgreich gegen einen Angriff des walisischen Fürsten Llywelyn ap Gruffydd verteidigte. Als Earl Simon im April 1263 aus seinem französischen Exil nach England zurückkehrte, schloss sich Peter de Montfort ihm wieder an. Earl Simon forderte die erneute Anerkennung der Provisions of Oxford durch den König, was schließlich im Frühjahr 1264 zum offenen Krieg der Barone gegen den König führte. Dabei befehligte Peter de Montfort im März 1264 die Rebellen in Northampton, das am 5. April von den königlichen Truppen erobert wurde. Montfort geriet in Gefangenschaft, doch nach dem großen Sieg von Earl Simon in der Schlacht von Lewes am 14. Mai kam er wieder frei. Er gehörte dem neuen neunköpfigen Staatsrat an und spielte damit in der neuen Regierung der Barone eine wichtige Rolle. Im September 1264 gehörte er der Delegation an, die vergeblich eine Einigung mit dem französischen König und dem päpstlichen Legaten zu erreichen suchte, die beide weiter Heinrich III. unterstützten und die Provisions ablehnten. Als Lohn für seine Arbeit wurde ihm das Gut von Garthorpe in Leicestershire übergeben. Im Sommer 1265 nahm Peter de Montfort am letzten Feldzug von Earl Simon teil und fiel mit ihm in der Schlacht von Evesham, die zum entscheidenden Sieg der Anhänger des Königs wurde.

## Familie und Nachkommen
Peter de Montfort hatte Alice, eine Tochter von Henry Audley geheiratet. Mit ihr hatte er mehrere Kinder, darunter:
- Peter de Montfort der Jüngere († vor 1287) ⚭ Maud de la Mare
- William de Montfort
- Robert de Montfort

Sein ältester Sohn Peter wurde in der Schlacht von Evesham verwundet, überlebte aber und konnte schließlich nach Ende des Kriegs der Barone den Großteil der Besitzungen seines Vaters zurückerwerben. Dessen Sohn John wurde 1295 zum ersten Baron Montfort erhoben. Die direkte Linie seiner männlichen Nachfahren endete 1367.